# Cristóbal Halffter
Cristóbal Halffter Jiménez-Encina (nascido em 24 de março de 1930 em Madrid e falecido em 23 de maio de 2021 em Villafranca del Bierzo) é um compositor e maestro espanhol, um dos compositores mais proeminentes do grupo conhecido como Generación del 51.

## Biografia
Cristóbal Halffter Jiménez-Encina  nasceu em uma família musical (seus tios Rodolfo e Ernesto também foram compositores importantes). Em 1936, fugindo da Guerra Civil Espanhola, sua família refugiou-se na Alemanha, onde recebeu o ensino fundamental. Regressaram a Madrid em 1939, e Halftter estudou composição com Conrado del Campo no Conservatório de Música de Madrid, onde se formou em 1951. Fora do conservatório, estudou com Alexandre Tansman e André Jolivet.
Trabalhou na Rádio Nacional de España; ele também treinou regência. Em 1952, a sua Antífona Pascual alcançou um sucesso retumbante e, em 1953, o seu concerto para piano ganhou o Prémio Nacional de Música Nacional. Entre 1955 e 1963 foi regente da Orquesta Falla. Seguiu então uma carreira de sucesso como compositor e maestro, ao mesmo tempo que escrevia músicas que combinavam elementos tradicionais espanhóis com técnicas de vanguarda. Em 1961 foi nomeado professor de composição e formas musicais no Conservatório de Madrid; além disso, foi nomeado diretor deste centro entre 1964 e 1966.
Em 1967, obteve bolsa para estudar na Fundação Ford, nos Estados Unidos, e no DAAD, em Berlim. Foi leitor na Universidade de Navarra entre 1970 e 1978 e na Internationale Ferienkurse für Neue Musik em Darmstadt onde trabalhou com Pierre Boulez, Karlheinz Stockhausen e Luciano Berio. Entre 1976 e 1978 foi presidente da secção espanhola da ISCM (Sociedade Internacional de Música Contemporânea) e no ano seguinte diretor artístico do Estúdio de Música Eletrónica da Fundação Heinrich Strobel em Freiburg.
Em 2000, Cristóbal Halffter, aos 70 anos, ainda estava na vanguarda do panorama artístico. No dia 23 de fevereiro teve lugar no Teatro Real a estreia da sua ópera Don Quijote, com libreto de Andrés Amorós e baseada na obra imortal de Miguel de Cervantes e outros poetas espanhóis. Em 2006, o primeiro aconteceu na Alemanha (na cidade de Kiel).
No dia 4 de agosto de 2003, no Festival de Salzburgo, teve lugar a estreia mundial de Adagio en forma de rondo para orquestra, obra encomendada pela Filarmónica de Viena, com condução de Semyon Bychkov.
Cristóbal Halffter residiu em Madrid com a sua esposa, a pianista María Manuela Caro.

## Legado
As Nações Unidas encomendaram a cantata Yes, speak out (texto de Norman Corwin) para comemorar o 20º aniversário da Declaração Universal dos Direitos Humanos. Em 1981 recebeu a Medalha de Ouro de Bellas Artes.